# Волочаево
Волочаево — посёлок в Неманском районе Калининградской области. До 2016 года входил в состав Лунинского сельского поселения.

## География
Волочаево расположено на левом берегу Инструча, в 22 км к юго-востоку от города Немана. Ближайший населённый пункт — посёлок Гривино ниже по левому берегу Инструча (в 1,4 км к юго-западу).

## История
В 1938 году властями гитлеровской Германии Раудоначен был переименован в Каттенхоф в рамках кампании по упразднению в Восточной Пруссии топонимики прусско-литовского происхождения. 
По итогам Второй мировой войны Каттенхоф вошёл в состав СССР. В 1945 году получил прежнее название Раудоначен. 
В 1946 году получил русское название Волочаево. 

## Население
| 2002 | 2010 |
| ---- | ---- |
| 61   | ↘41  |

## Достопримечательности
- Особо охраняемая природная территория, региональный дендрологический памятник природы (тсуга канадская, тополь белый).